# Assemblage (art)
Pour les articles homonymes, voir Assemblage.
 (janvier 2022).
Si vous disposez d'ouvrages ou d'articles de référence ou si vous connaissez des sites web de qualité traitant du thème abordé ici, merci de compléter l'article en donnant les références utiles à sa vérifiabilité et en les liant à la section « Notes et références ».
L'assemblage est une forme d'arts plastiques de création d'œuvre d'art en trois dimensions, à base d'assemblage de divers objets détournés et mis en scène par l'artiste.

## Histoire
Pablo Picasso réalise ses premiers assemblages avec sa série des Guitares en 1912 ; tandis que Marcel Duchamp invente le « ready-made » (Roue de bicyclette, 1913). Puis les dadaïstes créent des assemblages à partir de 1914, avec Jean Arp et ses reliefs (Der Hirsch, 1914 ; Trousse d'un Da, 1920-21, constituée de bois flottés récupérés, Musée national d'Art moderne, Paris) et en 1919 Marcel Janco avec ses masques du Cabaret Voltaire ou Kurt Schwitters. Le russe Vladimir Tatline, créé également des reliefs picturaux et contre-reliefs dès 1914 et Jean Pougny des Compositions en 1915. La première femme à travailler sur les assemblages fut Elsa von Freytag-Loringhoven, la baronne du Dada, suivie de Louise Nevelson qui commença à créer ses sculptures à partir de pièces de bois récupérés vers la fin des années 1930. Les surréalistes, tels que Man Ray, Max Ernst, Victor Brauner ou Joseph Cornell pratiquèrent aussi l'assemblage.
Simon Hantaï introduit à partir de 1952 des ossements (arêtes de poisson, crâne) sur ses toiles ; tandis que Jean Dubuffet a  commencé à créer des assemblages à partir d'août 1953 et les mois suivants, puis de nouveau en février 1955 et les mois suivants, en utilisant des éléments végétaux (écorce) et également animaux (ailes de papillons) dénommés assemblages d'empreintes, où cette expression est pour la première fois employée dans ce sens.
Du 2 octobre au 12 novembre 1961, l'exposition « The Art of Assemblage » (l'art de l'assemblage), organisée par William Seitz avec la collaboration active de Pierre Restany, se tient au MoMA de New York. On y trouve le travail de plus de  cent cinquante artistes, originaires d'Europe, depuis le début du XXe siècle, comme Braque, Dubuffet, Marcel Duchamp, Picasso, Kurt Schwitters ou plus récents comme Daniel Spoerri, Wolf Vostell et Joseph Beuys, mais aussi américains comme Man Ray, Joseph Cornell et Robert Rauschenberg avec ses « combines », en incluant aussi des artistes assembleurs moins connus de la côte Ouest, comme Edward Kienholz, George Herms et Bruce Conner. William C Seitz, le commissaire de l'exposition, décrit les assemblages comme étant réalisés à partir des matériaux naturels ou manufacturés, des objets, entiers ou non, qu'on ne pourrait considérer comme des matériaux d'art.
Niki de Saint Phalle, qui participe également à cette exposition, expose en particulier le tableau Tu est moi (sic), technique mixte, composée de rasoirs, d'un marteau, de ciseaux, d'un pistolet, 1960, que Seitz choisit pour sa collection personnelle. Une exposition intitulée En joue! Assemblages & Tirs (1958-1964) réunit les assemblages  de Saint Phalle en 2013 à la Galerie Georges-Philippe et Nathalie Vallois de Paris. Le catalogue rédigé par Catherine Francblin porte le même titre 

## Quelques artistes assembleurs
- Louise Nevelson (1899-1988) artiste américaine, connue pour ses boites expressionnistes abstraites reliées pour former une nouvelle création. Elle utilise des objets trouvés ou des objets délaissés de la vie de tous les jours dans ses assemblages[8]
- Joseph Cornell (1903-1972) qui a vécu à New York, est connu pour ses boites délicates, fermées par une vitre, dans lesquelles il collectionnait des objets, des images de peintures de la renaissance et vieilles photographies. Beaucoup de ces boites, comme les fameuses boites « Medici Slot Machine » sont interactives et nécessitent d'être portées[9].
- John Chamberlain (1927) artiste de Chicago, connu pour ses sculptures d'épaves soudées de voitures.
- Wolf Vostell (1932-1998) célèbre pour son assemblage avec télévision. La Chambre noire[10]
- Betye Saar (1926) artiste de Los Angeles, célèbre pour son assemblage autour de Tante Jemima.
- Bernard Pras, artiste charentais (France), notamment célèbre pour son portrait : Albert Einstein tirant la langue.
- Armand Avril 1926, artiste lyonnais, connu pour ses assemblages avec des bouchons de champagne découpés installés dans des Casses, ou mêlés à des épingles à linge pour former des compositions souvent intitulées La Mer à Cassis[11]
- Markus Meurer (1959) artiste allemand, qui transforme des matériaux trouvés en objets figuratifs.
- Lubo Kristek (1943) artiste tchèque ayant créé des assemblages avec des matériaux rejetés par la mer, des parties d’instruments de musique et des déchets de la société moderne. Son assemblage interactif, Requiem pour le téléphone portable, est constitué de téléphones mobiles. Il a aussi fait de sa maison un assemblage monumental (Maison Kristek).
- Mohammad El Rawas (1951) artiste libanais qui développe une pratique fondée sur des constructions de balsa, d’aluminium et de cordes superposées sur des toiles. Pour ces œuvres complexes, il utilise de nombreuses références à la culture populaire (manga, comics) de même que des œuvres des maîtres comme Les Ménines de Diego Vélasquez.
- Armand Langlois, artiste français né à Paris en 1947, utilise l'assemblage pour des œuvres souvent liées au zoomorphisme comme le chat botté, le Centaure.

## Galerie

Quelques œuvres d'assemblage
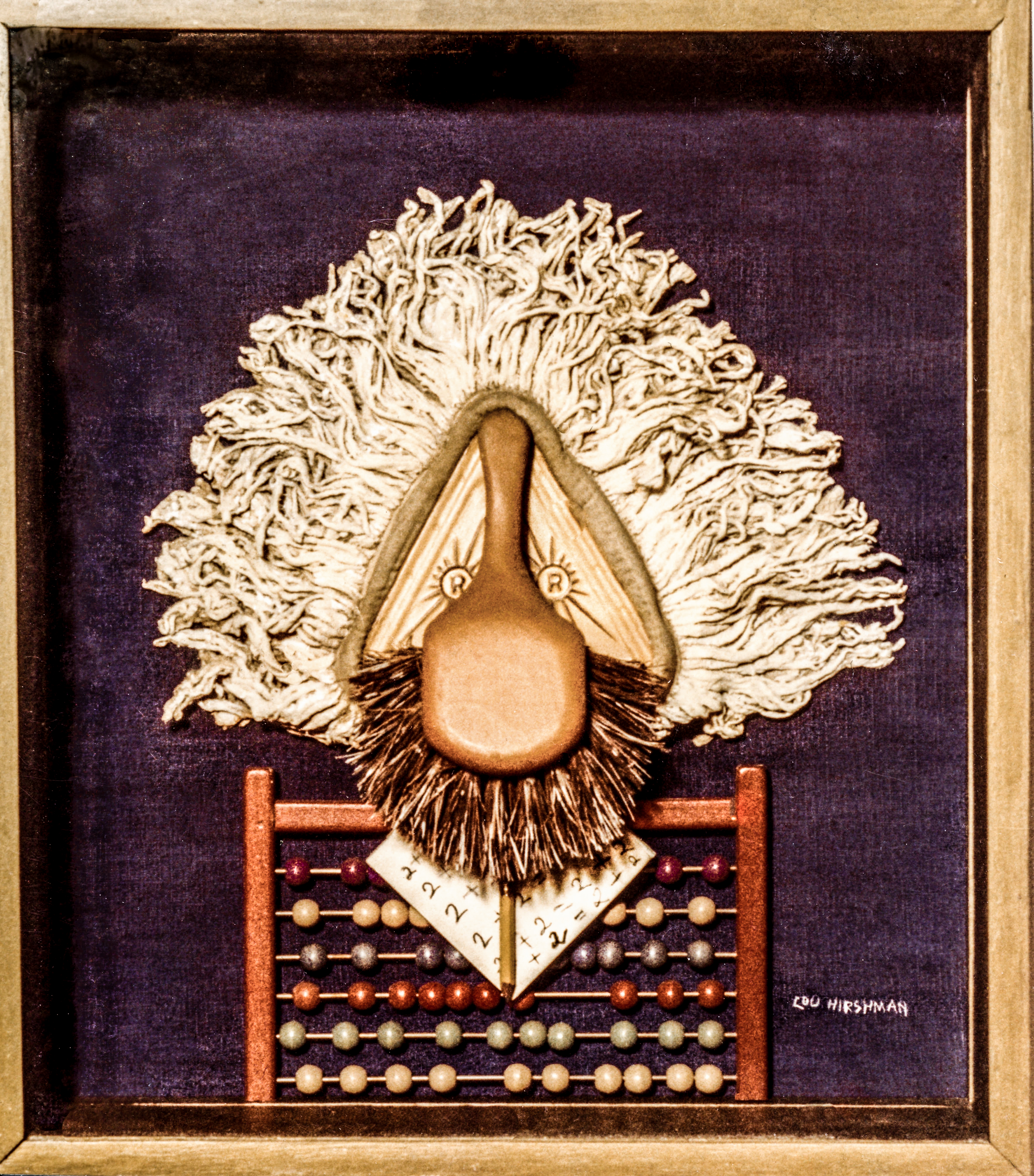
Albert Einstein, caricature de Louis Hirshman (en).
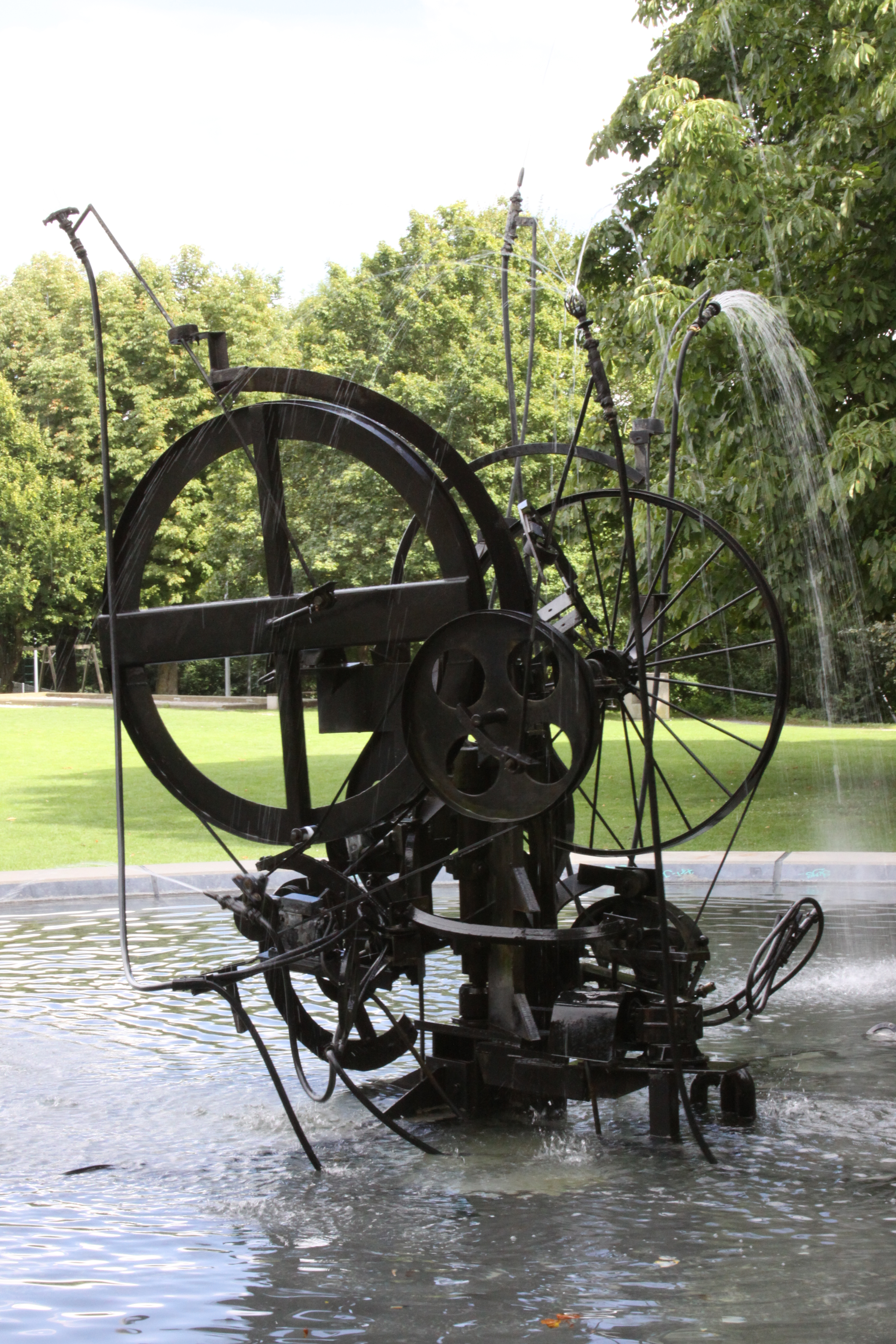
La Fontaine Jo Siffert, Jean Tinguely.
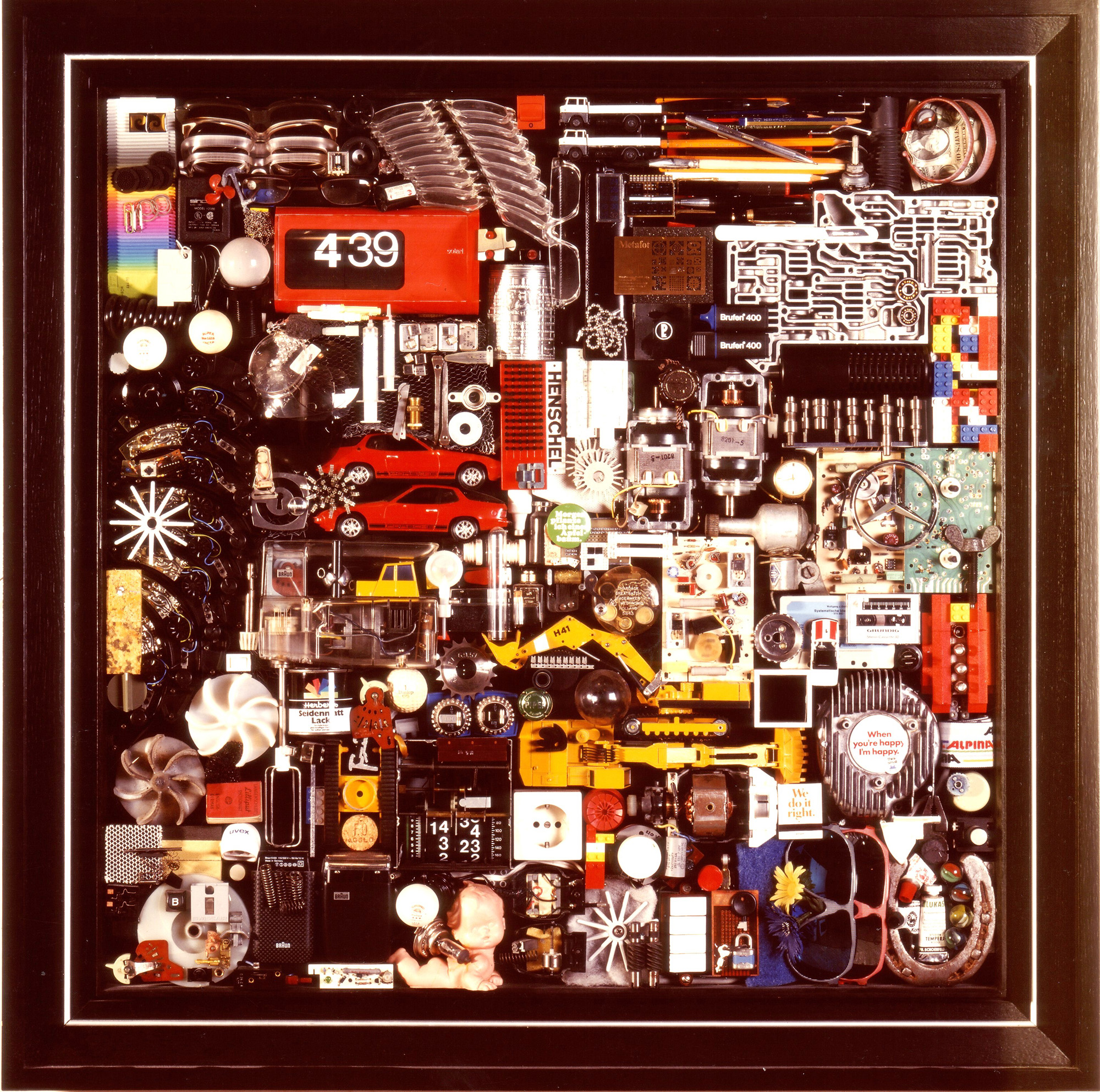
Primeur, Ingo Klöcker (de).
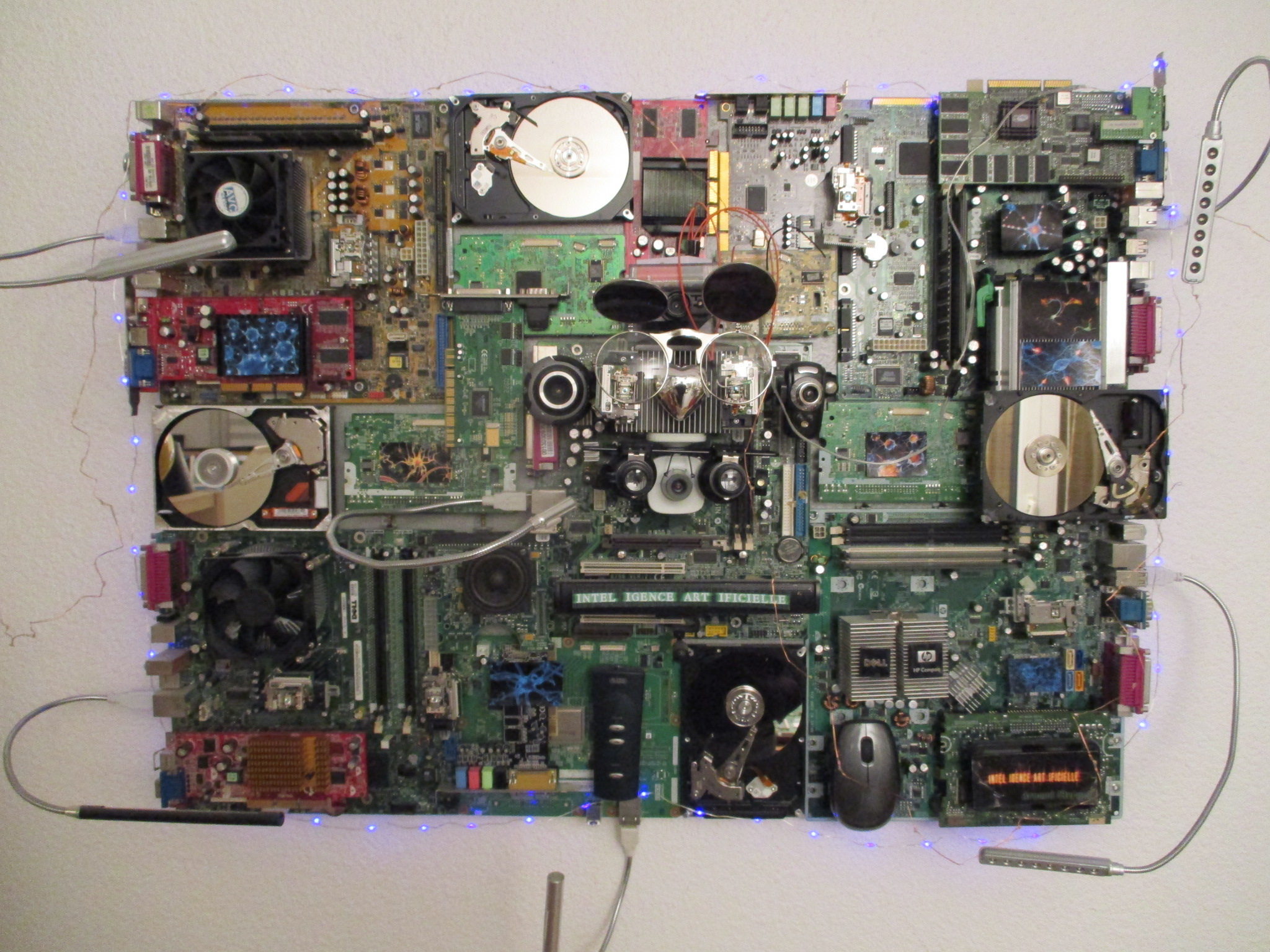
Electronic Art's Intel-ligence-Art-ificielle, art amateur.
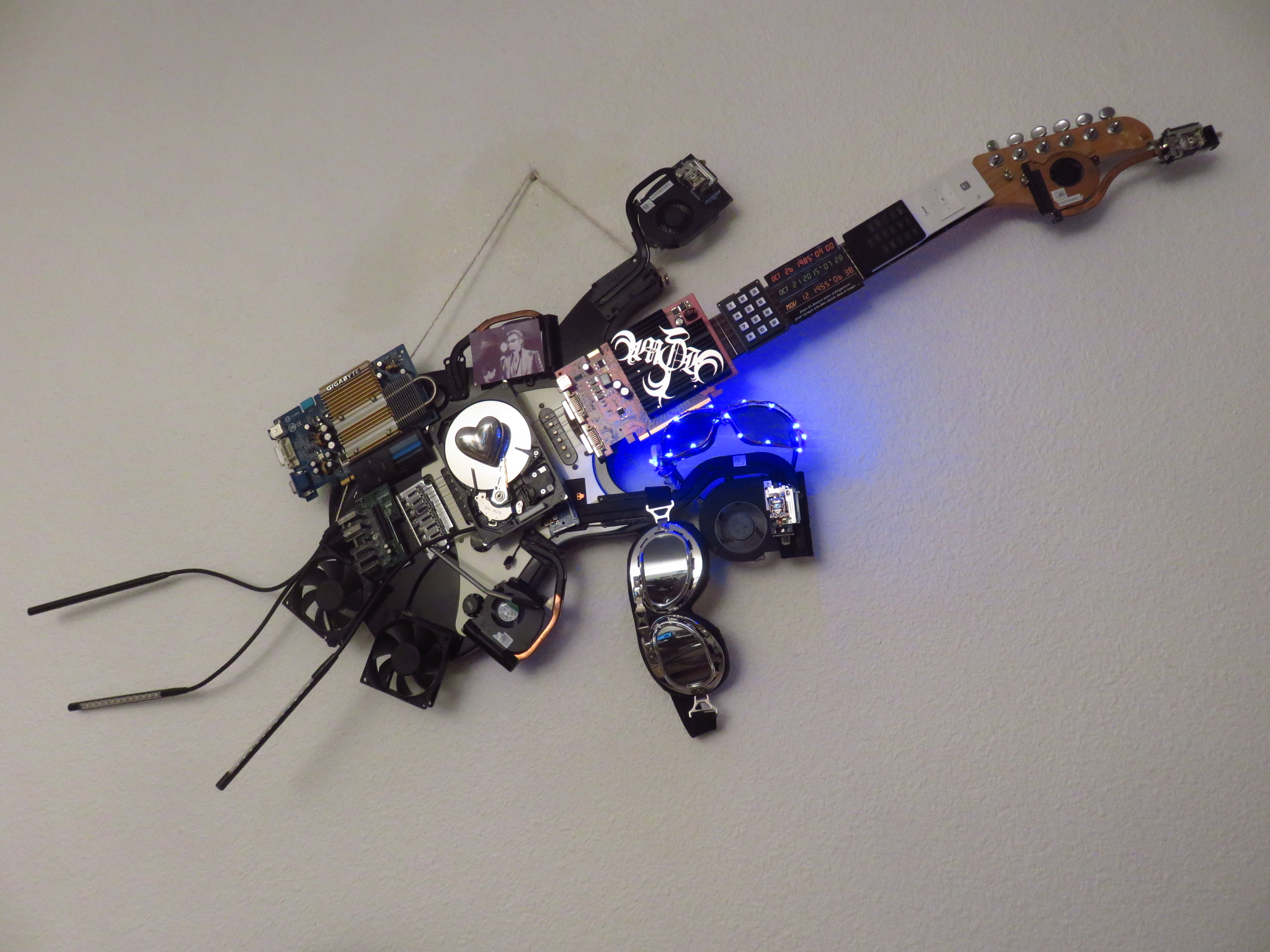
Art-Rock-Electronic-Guitar DMC-12 (Back to the Future), art amateur.
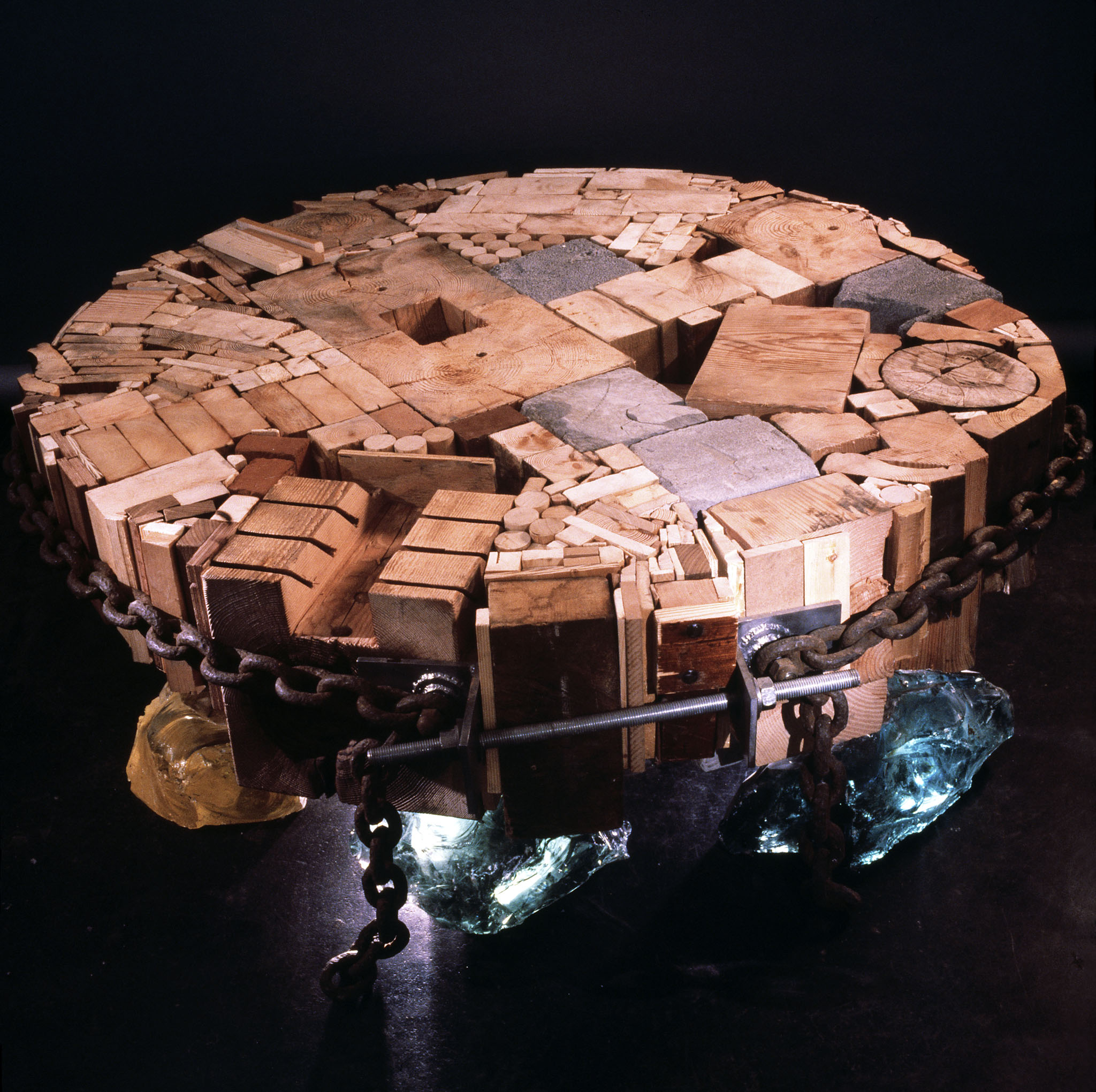
Table de bûcheron, Danny Lane (en).
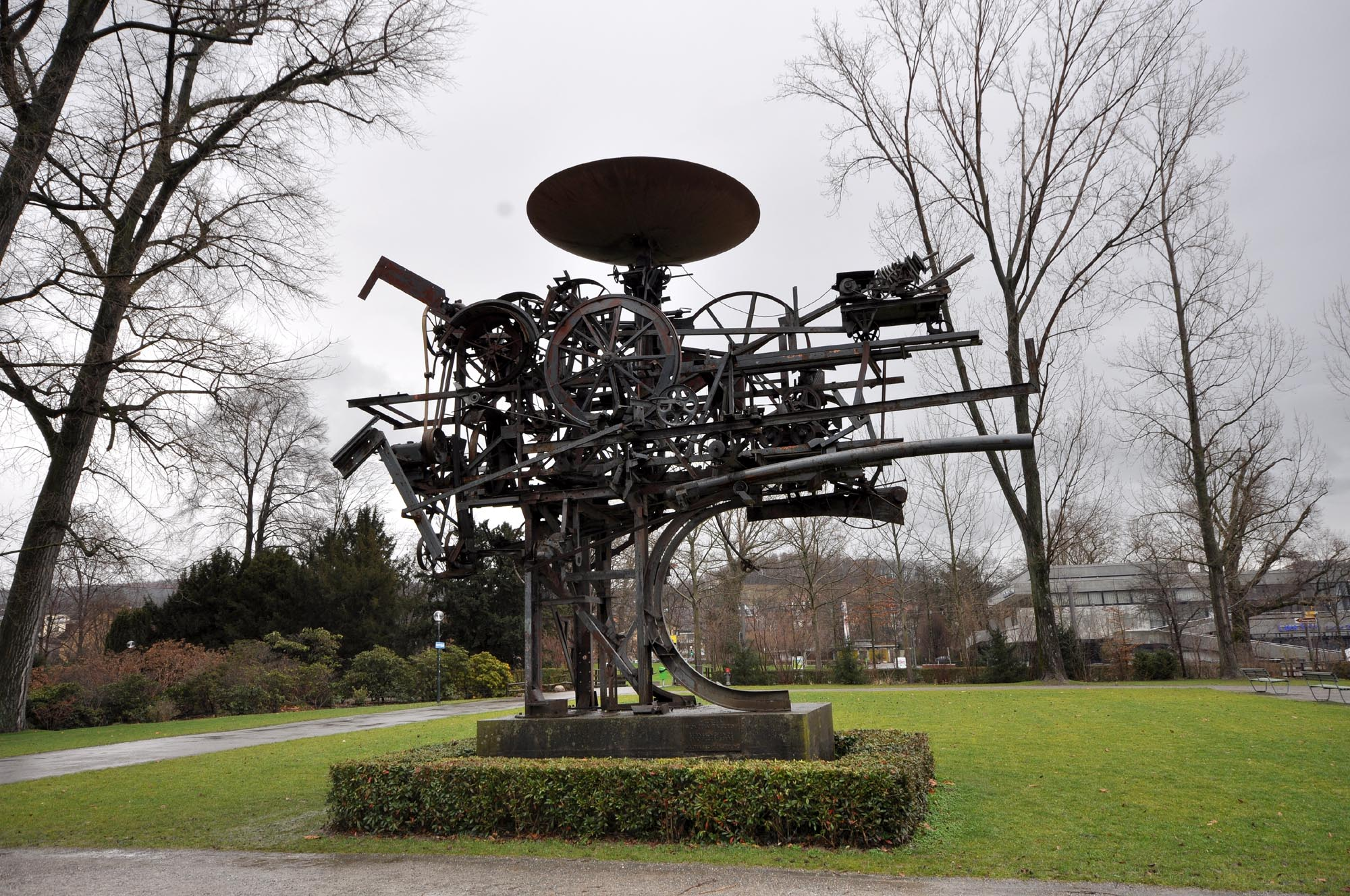
Eurêka, Jean Tinguely.
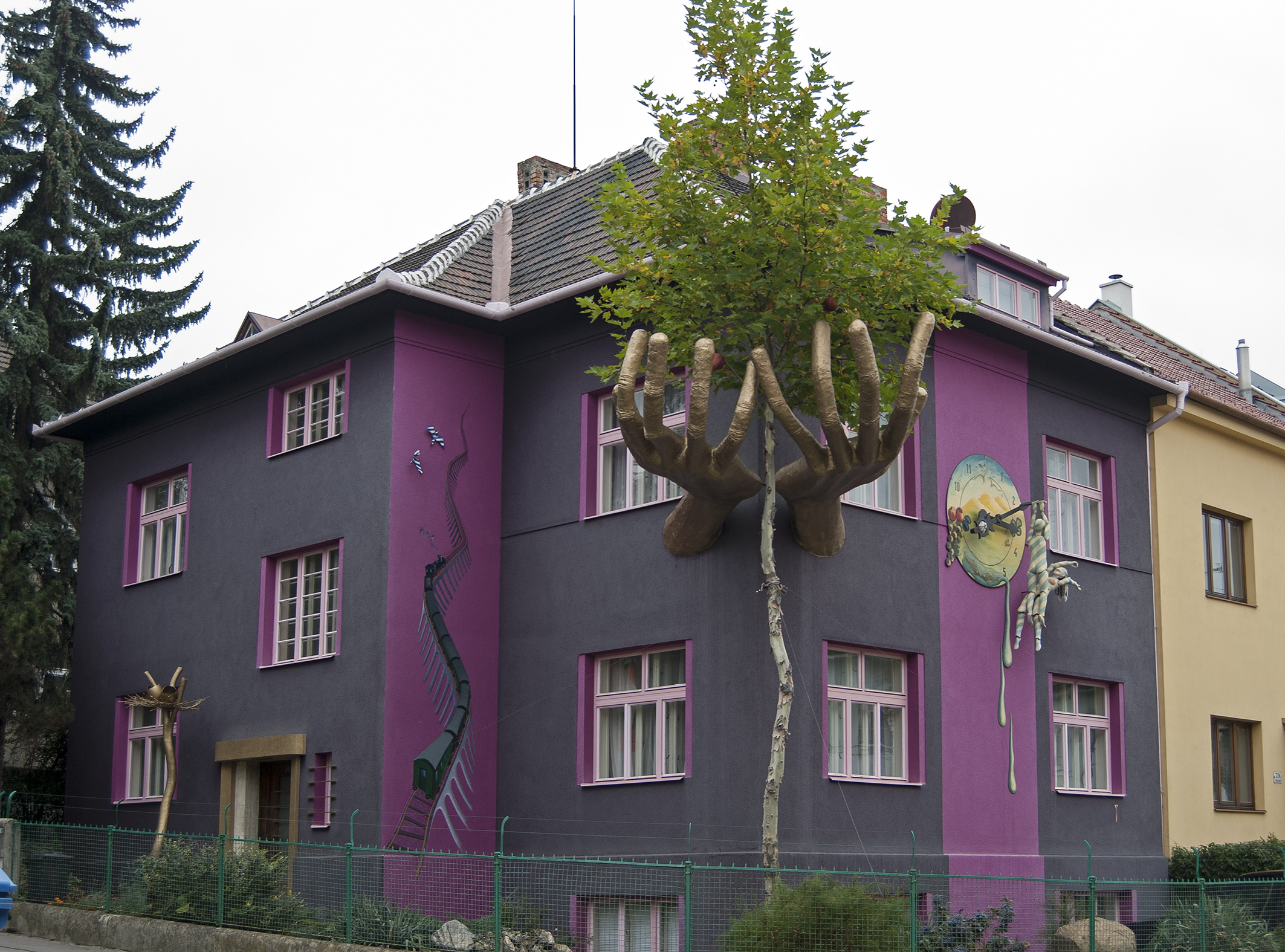
Maison Kristek (Brno, Tchéquie).
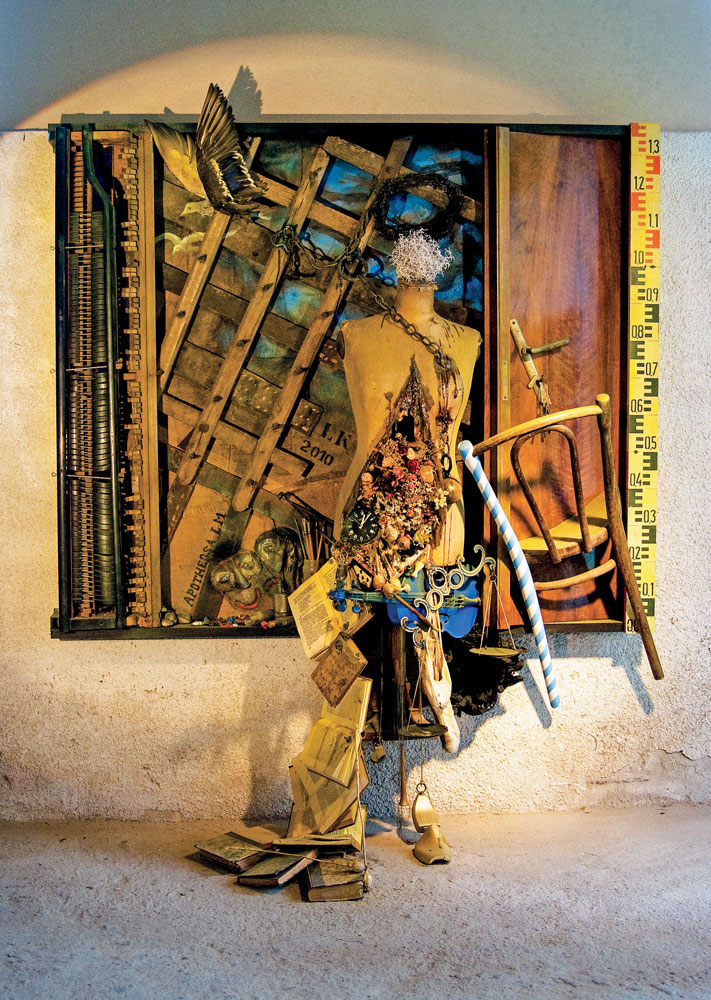
Apothéose du cerveau humain, Lubo Kristek.
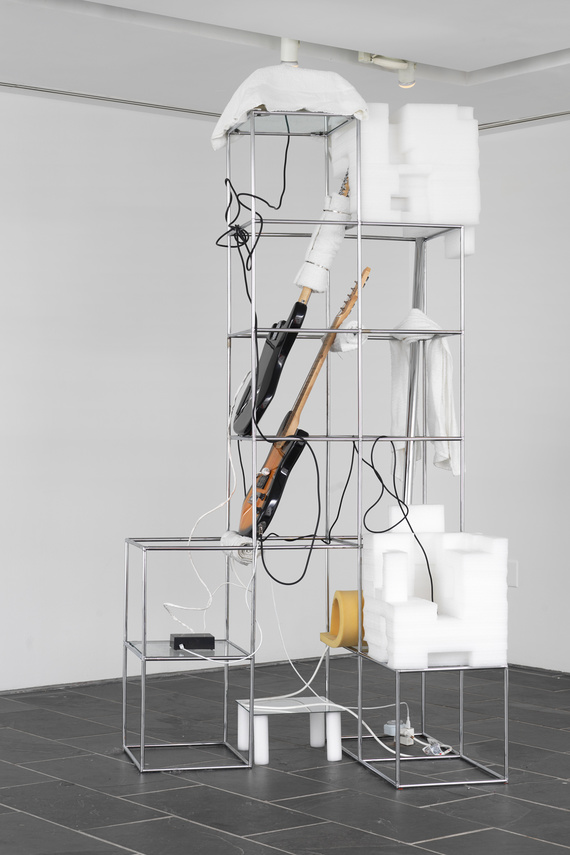
Big Bad Pickup, Nikita Gale (en), Studio Museum in Harlem.
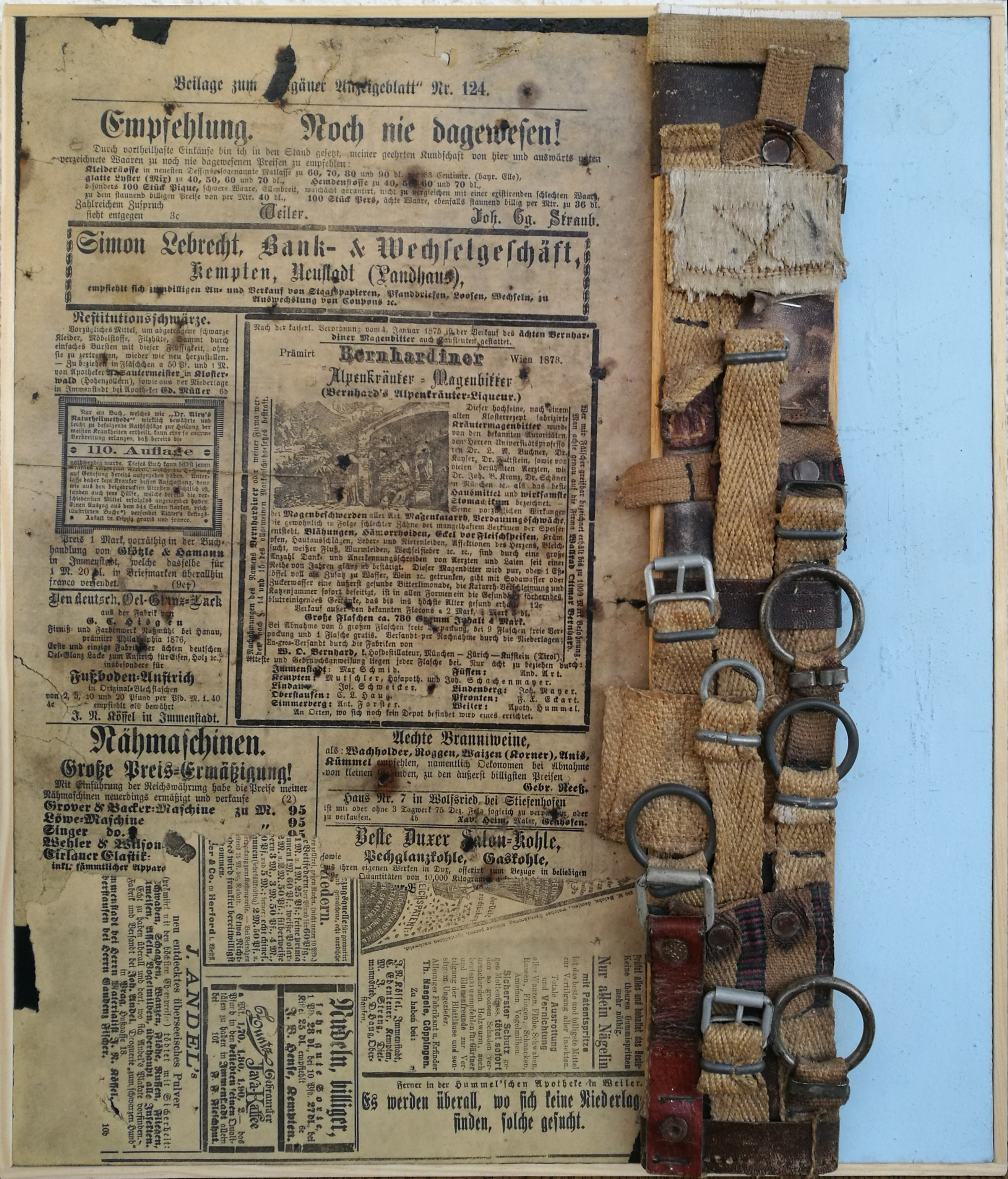
Empfehlung (recommandation), Dieter Breitschwerdt (de).